# Pelham, Ontario

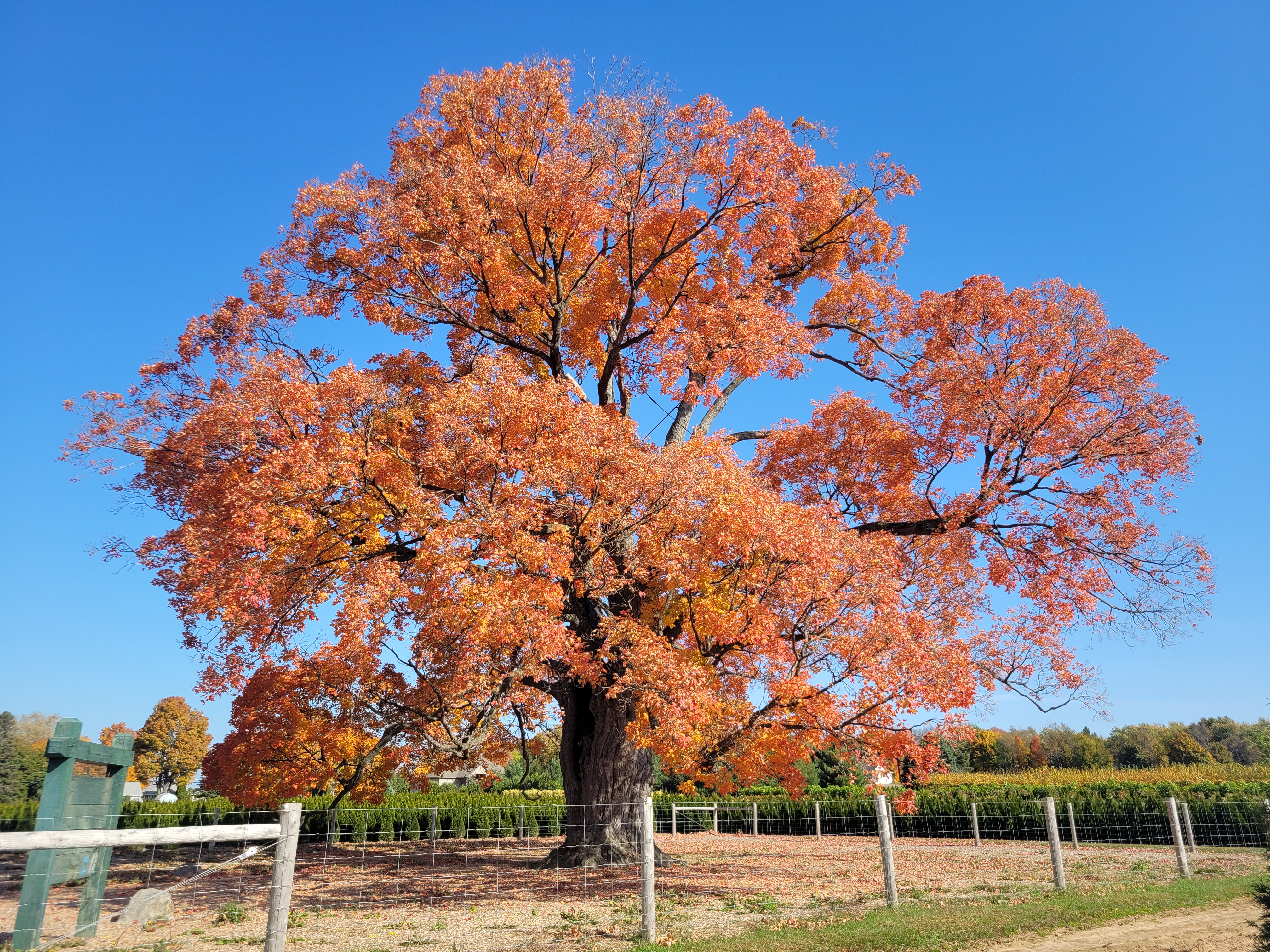
Sockerlönn, Pelham, Ontario

Pelham är en ort i Kanada.   Den ligger i provinsen Ontario, i den sydöstra delen av landet, 400 km sydväst om huvudstaden Ottawa. Pelham ligger 193 meter över havet och antalet invånare är 16 598.
Terrängen runt Pelham är platt. Runt Pelham är det ganska tätbefolkat, med 214 invånare per kvadratkilometer.. Närmaste större samhälle är Welland, 11,0 km sydost om Pelham. 
Omgivningarna runt Pelham är en mosaik av jordbruksmark och naturlig växtlighet.